# Shah Shuja

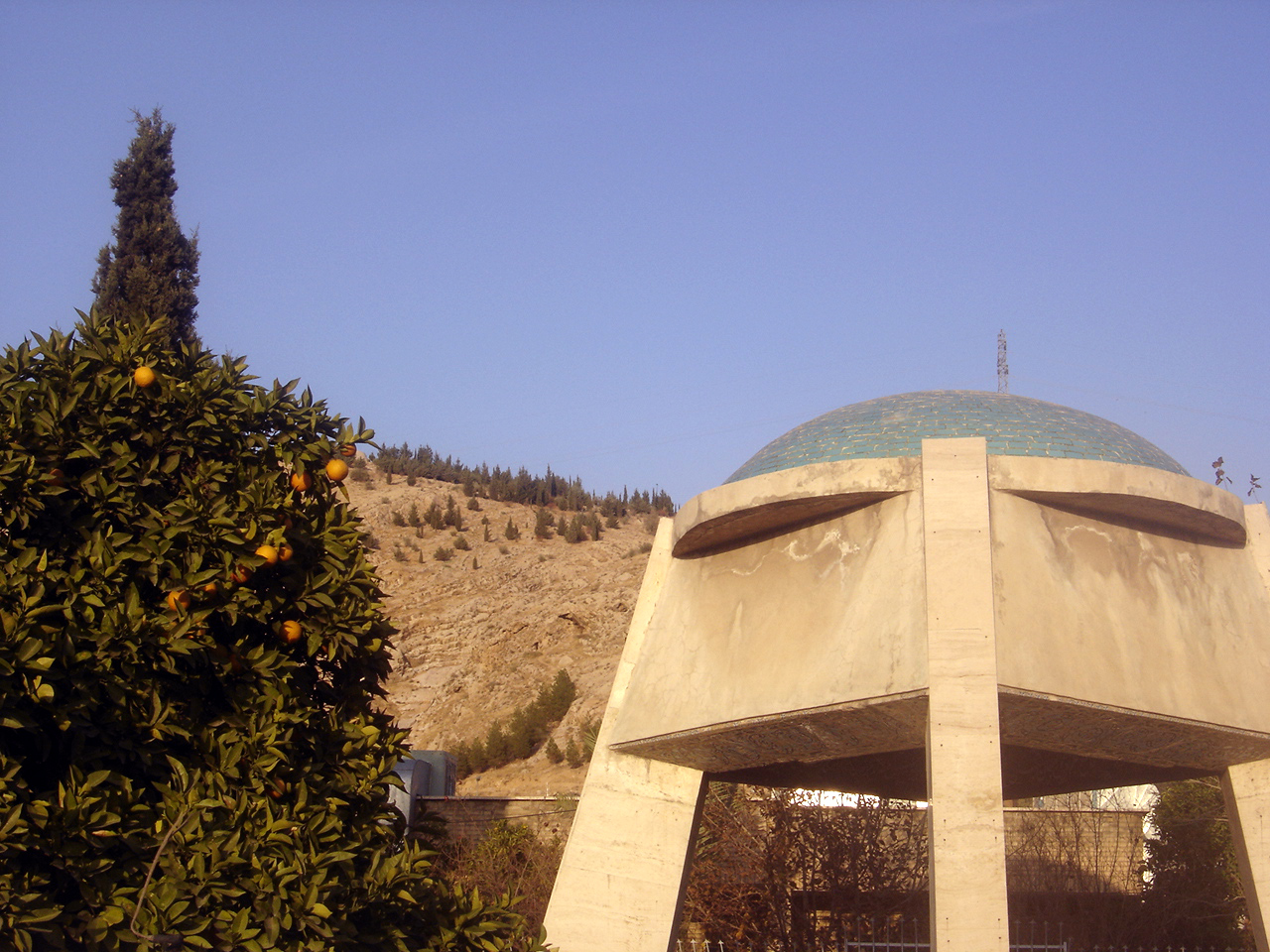
Shah Shujas grav i Shiraz, Iran

Abu al-Fawaris Shah Shuja, död 1384, persisk furste i Muzaffarid-dynastin som styrde i staden Shiraz i dagens södra Iran åren 1363 till sin död 1384. Han var son till Mubariz al-din, och var skyddspatron åt den persiske poeten Hafez.